# Allodia ornaticollis
Allodia ornaticollis är en tvåvingeart som först beskrevs av Johann Wilhelm Meigen 1818.  Allodia ornaticollis ingår i släktet Allodia och familjen svampmyggor. Arten är reproducerande i Sverige. Inga underarter finns listade i Catalogue of Life.